# Набег в Финский залив
Набег в Финский залив — операция 10-й флотилии эскадренных миноносцев ВМС Германской империи против Балтийского флота Российской империи в ходе Первой мировой войны на Балтийском море. Произошла 9—11 ноября 1916 года и закончилась гибелью большей части немецкой флотилии на минных заграждениях, установленных русскими. Считается крупнейшим успехом русского Балтийского флота в Первой мировой войне.

## Ход
Осенью 1916 года немецкая 10-я флотилия эскадренных миноносцев, состоящая из 11 новейших эсминцев под командованием капитана цур зее Франца Витинга (Franz Wieting, 1876—1966), должна была атаковать в Финском заливе дозорные силы Балтийского флота. В состав флотилии входили: четыре эсминца типа S-53 (S-56, S-57, S-58, S-59); два эсминца типа G-85 (G-89, G-90); пять эсминцев типа V-67 (V-72, V-75, V-76, V-77, V-78). 9 ноября германская флотилия вышла из Либавы и направилась в Финский залив. До входа в залив флотилию сопровождал легкий крейсер «Страсбург», который остался здесь ожидать возвращения миноносцев из залива. 
При проходе передового минного заграждения вечером 10 ноября, подорвались на минах и затонули два концевых миноносца V-75 и S-57. Эсминец G-89 снял их экипажи, добил торпедой S-57 и ушёл в Либаву. При этом командиры погибших кораблей не поняли, что оказались на минном заграждении и соответствующих докладов возглавившему отряд начальнику флотилии не направили, что послужило причиной дальнейших потерь.
Остальные эсминцы, форсировав минные заграждения, в течение 2-х часов искали русские корабли. Не обнаружив противника, около 1 часа ночи 11 ноября Витинг выдвинул 4 эсминца на обстрел Балтийского порта. С 1 часа 30 минут ночи 11 ноября эсминцы примерно 20 минут обстреливали город, выпустив 162 снаряда. В результате обстрела в городе были повреждены 24 здания, погибло 10 (в том числе 2 солдата, остальные мирные жители), и получило ранения 8 солдат и 2 мирных жителя, а также убито 11 лошадей. Ни один военный объект повреждён не был. Около 2 часов ночи немецкие эсминцы легли на курс к выходу из залива. На всякий случай Виттинг приказал следовать севернее вечернего места гибели своих эсминцев, но это не помогло: отряд оказался на том же самом минном заграждении. На обратном пути в 3 часа 15 минут ночи, когда корабли уже почти покинули русское минное заграждение, на минах подорвался и начал тонуть шедший последним V-72. Эсминец V-77 попытался его буксировать, но из-за усиления крена отказался от этого, снял команду и добил V-72 артиллерийским огнём. Услышав артиллерийскую стрельбу, Виттинг решил, что его отряд атакован русскими кораблями и приказал повернуть на обратный курс для спасения своих концевых эсминцев. В итоге вся флотилия оказалась в центре минного заграждения. В 3 часа 20 минут подорвался G-90 (после спасения команды добит торпедой с V-78), в 3 часа 58 минут подорвался S-58. S-59 снял с него команду и стал уходить, но в 5 часов 24 минуты подорвался и он. Последним в 7 часов 11 минут подорвался и погиб эсминец V-76.
Таким образом, германский набег, предпринятый на основании ложных представлений о русской обороне, закончился катастрофой, стоившей германскому флоту семи новейших эскадренных миноносцев. Другого такого случая не было ни в одном флоте за всю Первую мировую войну. По утверждению Виттинга, на затонувших кораблях погибли 16 членов экипажей. После сообщений береговых постов наблюдения о многочисленных взрывах в Финском заливе, в море выходили два дивизиона русских миноносцев, но ничего не обнаружили.
На этом прекратились активные действия немецких надводных кораблей в кампанию 1916 года. 

## Отражение в художественной литературе
- Гибель немецкого отряда является одной из сюжетных линий романа Валентина Пикуля «Моонзунд» (1970), в котором русская разведка через своего агента Анну Ревельскую подбросила немцам фальшивые карты русских минных заграждений в Финском заливе.
- Эта же версия в несколько ином варианте описана и в повести Владимира Шигина «Анна — королева морской разведки» (2010)[10].
- Впервые данная версия изложена в книге бывшего сотрудника британской военно-морской разведки Гектора Байуотера «Морская разведка и шпионаж», изданной в переводе в СССР в 1939 году.